# 四川民族学院
四川民族学院，简称四川民院，是中华人民共和国的一所全日制本科公办省属普通高等学校，位于四川省甘孜藏族自治州康定市。 

## 历史沿革
1985年，康定民族师范专科学校成立:32。1992年，更名为康定民族师范高等专科学校。2004年，甘孜藏族自治州农业学校和甘孜藏族自治州财经学校并入。2009年3月，升格为四川民族学院。

## 院系设置
学校现有15个二级学院，33个本科专业和民族预科教育。 
- 藏学学院
- 外国语学院
- 教育科学学院
- 数理与统计学院
- 智能科学与技术学院
- 音乐舞蹈学院
- 美术学院
- 文学院
- 经济与管理学院
- 法学院
- 马克思主义学院
- 生态与农学院
- 历史文化与旅游学院
- 体育学院
- 预科教育学院
- 继续教育学院 [4]